# Bahnhof Funabashi
Der Bahnhof Funabashi (jap. 船橋駅, Funabashi eki) befindet sich in der Stadt Funabashi in der Präfektur Chiba, Japan. In unmittelbarer Nähe befindet sich 200 m südlich ebenfalls der Bahnhof Keisei Funabashi (京成船橋駅, Keisei Funabashi eki) der Keisei Dentetsu.

## Geschichte

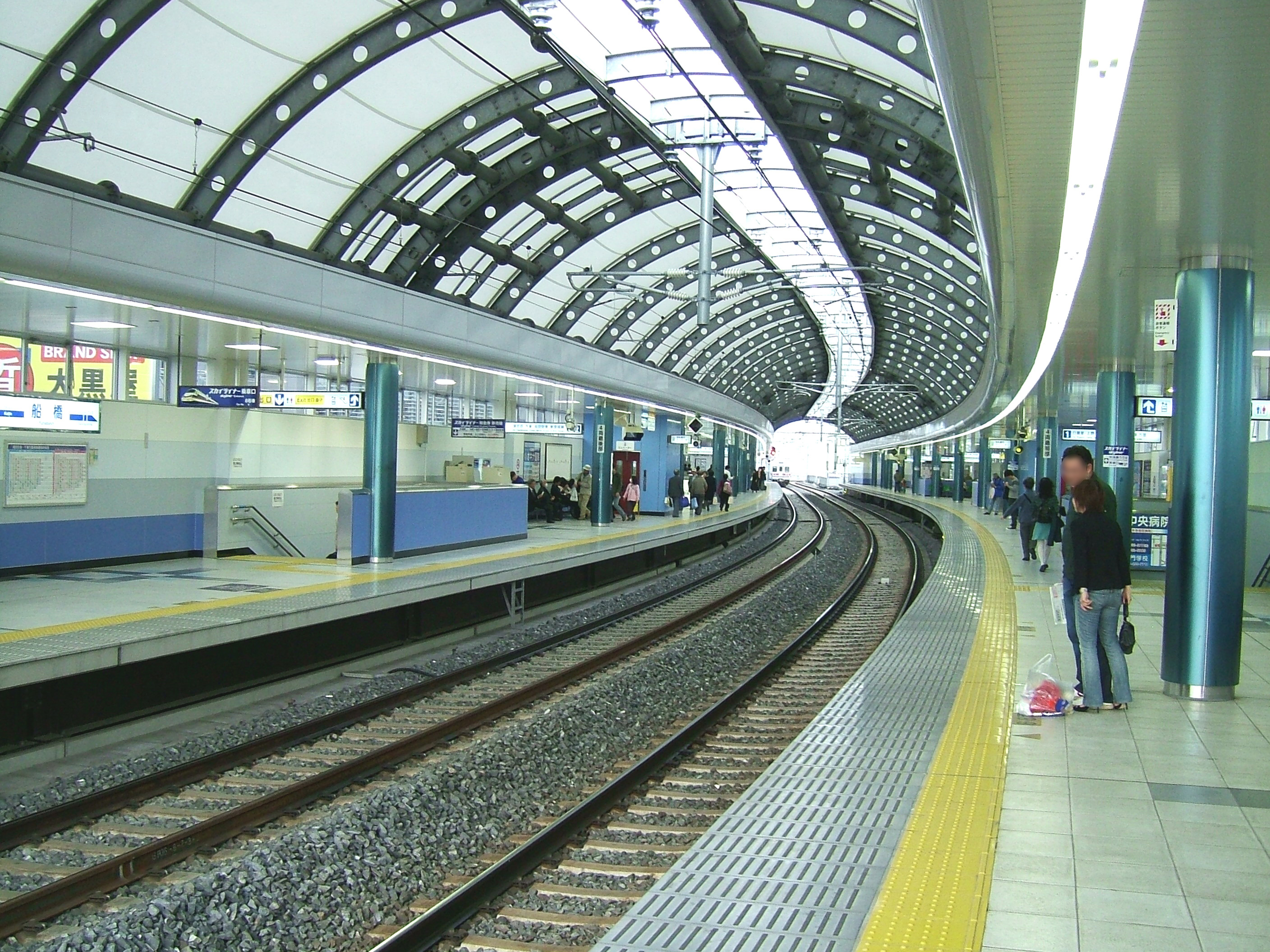
Bahnhof Keisei Funabashi (Neubau)

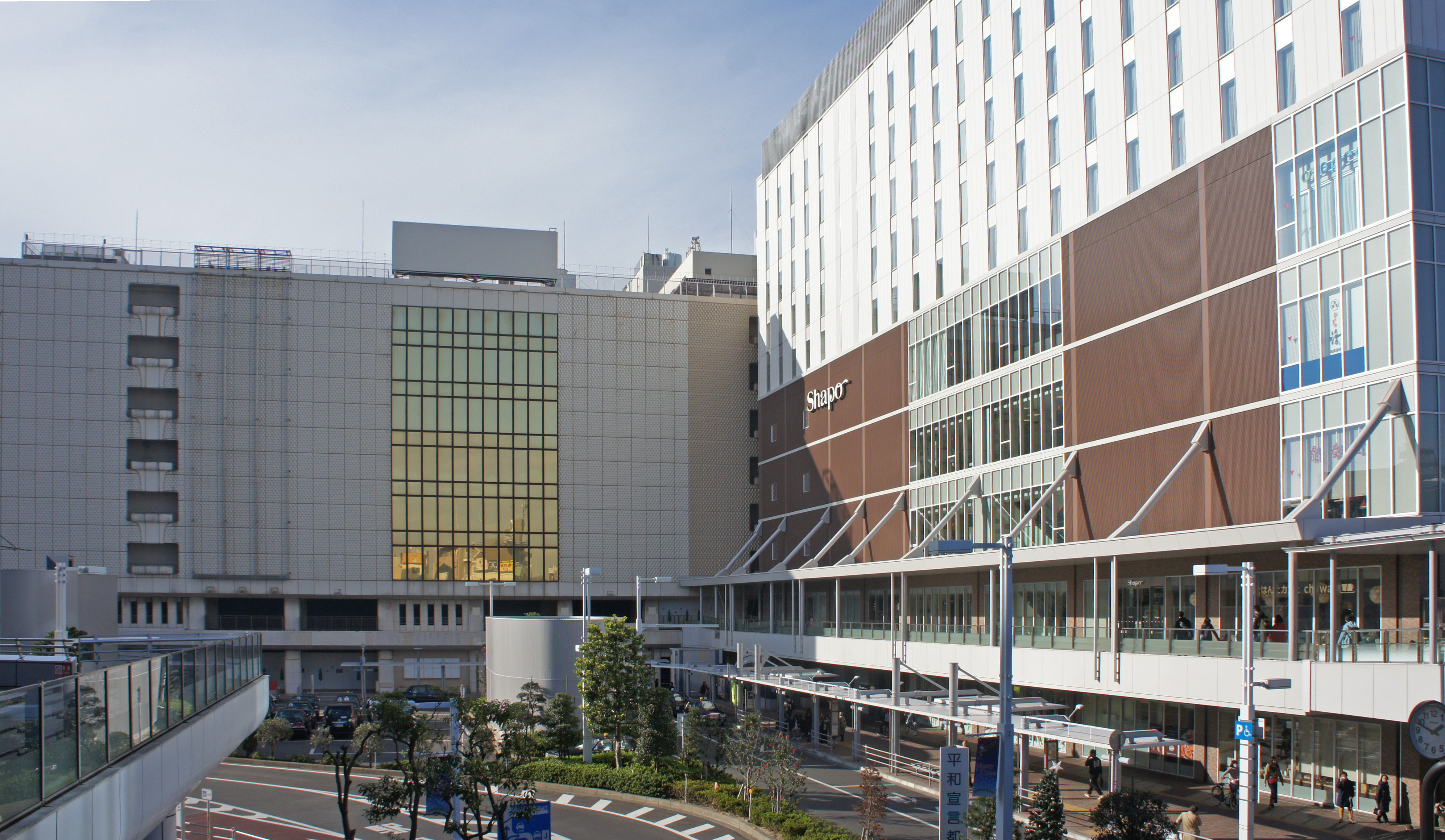
In der Nähe des Südausgangs des Bahnhofs Funabashi

Bahnhof FunabashiAm 20. Juli 1894 wurde der Bahnhof von der privaten Sōbu Tetsudō als Passagier- und Güterbahnhof für die damalige Sōbu-Linie eröffnet. Zum 1. September 1907 wurde der Bahnhof verstaatlicht und ging in den Besitz der staatlichen Eisenbahnbehörde über, dem Vorläufer von Eisenbahnministerium und Staatsbahn. Am 23. Dezember 1927 eröffnete die Tōbu Tetsudō direkt nördlich an den bisherigen Bahnhof anschließend ihren Kopfbahnhof als Endpunkt der heutigen Noda-Linie. Zum 1. Oktober 1974 wurde der Güterumschlag am Bahnhof aufgegeben und zum 1. April 1989 ging der Bahnhof in den Besitz der aus der Privatisierung der Staatsbahn hervorgegangenen JR East über.
Bahnhof Keisei Funabashi
Am 30. Dezember 1916 eröffnete die Keisei Dentetsu ihren Bahnhof zu ebener Erde. Durch einen Neubau des Bahnhofs und die Verlegung des Bahnbetriebes auf eine neu erbaute Hochstrecke wurde zum 27. November 2004 zunächst von Zügen in Richtung Ueno befahren, bevor ab dem 25. November 2006 ebenfalls die in Richtung Flughafen Narita fahrenden Züge die Strecke nutzen konnten. Der Bau einer Hochstrecke im Stadtzentrum wurde vor allem durch den in den vergangenen Jahren immer weiter gestiegenen Autoverkehr, welcher sich an den Bahnübergängen zu ebener Erde staute, notwendig. Die Hochstrecke erlaubte es allerdings auch die Streckenführung des Skyliner Express dahingehend zu ändern, dass dieser seit dem 10. Dezember 2006 ebenfalls am Bahnhof hält. Zuvor hielt dieser zwischen Ueno und dem Flughafen Narita lediglich am Bahnhof Nippori.

## Bauart und Gleise
Bahnhof FunabashiDer JR Bahnhof Funabashi ist in der Bauform eines Durchgangsbahnhof erbaut und verfügt über insgesamt vier Bahnsteiggleise, welche sich auf zwei Mittelbahnsteige verteilen. Die Bahnsteige werden entsprechend ihrer Linienzugehörigkeit angefahren. Der Bahnhof der Tōbu Tetsudō ist als Kopfbahnhof errichtet und verfügt über einen einzelnen Mittelbahnsteig.
| 1     | ▉ Chūō-Sōbu-Linie | Akihabara • Shinjuku • Mitaka                                                                                       |
| 1     | Tōzai-Linie       | Nishi-Funabashi (T-23) • Nakano (T-01) Durchbindung während der Rush-Hour morgens und abends von Montag bis Freitag |
| 2     | ▉ Chūō-Sōbu-Linie | Tsudanuma • Inage • Chiba                                                                                           |
| 3     | ▉ Sōbu-Linie      | Ichikawa • Kinshichō • Tokio                                                                                        |
| 4     | ▉ Sōbu-Linie      | Tsudanuma • Chiba                                                                                                   |
| 5 – 6 | ▉ Noda-Linie      | Edogawadai • Ōwada • Ōmiya                                                                                          |

Bahnhof Keisei FunabashiWie der Bahnhof Funabashi der JR East ist auch der Bahnhof Keisei Funabashi als Durchgangsbahnhof erbaut. Er verfügt über insgesamt zwei Bahnsteiggleise, welche jeweils von Seitenbahnsteigen aus bedient werden. Der Bahnhof liegt an der Keisei-Hauptlinie und wird von sämtlichen Zugtypen der Keisei Dentetsu, mit Ausnahmen des Morning-/Evening-Liner (hält nicht hier) sowie des Express ((急行, kyūkō), verkehrt nicht auf der Hauptlinie), bedient.
| 1 | ▉ Morning-Evening-Liner                            | Aoto • Nippori • Ueno                        |
| 1 | ▉ Schnell-Sonder-Express (快特, kaitoku)           | Kesei Yawata • Takasago • Ueno               |
| 1 | ▉ Sonder-Express (特急, tokkyū)                    | Kesei Yawata • Takasago • Ueno               |
| 1 | ▉ Pendler-Sonder-Express (通勤特急, tsūkin tokkyū) | Kesei Yawata • Takasago • Ueno               |
| 1 | ▉ Schnellzug (快速, kaisoku)                       | Kesei Yawata • Takasago • Ueno               |
| 1 | ▉ Lokalzug (普通, futsū)                           | Keisei Nishifuna • Kōnodai • Ueno            |
| 2 | ▉ Morning-Evening-Liner                            | Sakura • Keisei Narita • Flughafen Narita    |
| 2 | ▉ Schnell-Sonder-Express (快特, kaitoku)           | Keisei Tsudanuma • Sakura • Flughafen Narita |
| 2 | ▉ Sonder-Express (特急, tokkyū)                    | Keisei Tsudanuma • Sakura • Flughafen Narita |
| 2 | ▉ Pendler-Sonder-Express (通勤特急, tsūkin tokkyū) | Keisei Tsudanuma • Sakura • Flughafen Narita |
| 2 | ▉ Schnellzug (快速, kaisoku)                       | Keisei Tsudanuma • Sakura • Flughafen Narita |
| 2 | ▉ Lokalzug (普通, futsū)                           | Keisei Tsudanuma • Sakura • Flughafen Narita |

## Linien
| Verlauf der Chūō-Schnellbahnlinie |
| --- |
| Chiba • Nishi-Chiba • Inage • Shin-Kemigawa • Makuhari • Makuharihongō • Tsudanuma • Higashi-Funabashi • Funabashi • Nishi-Funabashi • Shimōsa-Nakayama • Moto-Yawata • Ichikawa • Koiwa • Shin-Koiwa • Hirai • Kameido • Kinshichō • Ryōgoku • Asakusabashi • Akihabara • Ochanomizu • Suidōbashi • Iidabashi • Ichigaya • Yotsuya • Shinanomachi • Sendagaya • Yoyogi • Shinjuku • Ōkubo • Higashi-Nakano • Nakano • Kōenji • Asagaya • Ogikubo • Nishi-Ogikubo • Kichijōji • Mitaka |

| Verlauf der Sōbu-Schnellbahnlinie / Yokosuka-Linie |
| --- |
| Tsudanuma • Funabashi • Ichikawa • Shin-Koiwa • Kinshichō • Bakurochō • Shin-Nihombashi • Tokyo • Shimbashi • Shinagawa • Nishi-Ōi • Musashi-Kosugi • Shin-Kawasaki • Yokohama • Hodogaya • Higashi-Totsuka • Totsuka • Ōfuna • Kita-Kamakura • Kamakura • Zushi • Higashi-Zushi • Taura • Yokosuka • Kinugasa • Kurihama |

## Nutzung
Im Jahr 2008 wurde der JR Bahnhof Funabashi von durchschnittlich 136.365 Fahrgästen am Tag genutzt, der damit Rang 19 von über 900 auf der Rangliste der meist genutzten Bahnhöfe der JR East im Jahr 2008 einnahm. Die Noda-Linie der Tōbu Tetsudō wurde im Jahr 2008 durchschnittlich von 197.766 Fahrgästen am Tag am Bahnhof genutzt. Der Bahnhof belegt damit Rang 8 der meistgenutzten Bahnhöfe der Gesellschaft. Den Bahnhof Keisei Funabashi nutzten im Jahr 2008 durchschnittlich 91.353 Fahrgäste am Tag. Der Bahnhof belegt damit Rang 2 der meist genutzten Bahnhöfe der Keisei Dentetsu in diesem Jahr.